# شوزن
شوزن (بالإنجليزية: Shotgun) هو سلاح ناري مصمم غالبًا للإطلاق منه بإسناده على الكتف، ويستفيد من طاقة قذيفة ثابتة ترمي كريّات صغيرة، أو من رصاصة صلبة. وتتوفر الشوزن بتنوع كبير من الأحجام من 5.5 ملم لقطر الماسورة وصولًا إلى 5 سم، وبتنوع في آليات العمل. الشوزن أملس السبطانة عمومًا، أي أن تجويف ماسورة السلاح غير محلزنة، وله استخدامات مدنية وعسكرية وفي فرض القانون. كما أن هذا السلاح أصبح محرماً دولياً وذلك حسب قانون الامم المتحدة لسنة 1980، أيّ رصاص انشطاري ويصعب تعقبه ومعالجته محرم دوليا، ولكنها تستخدم حاليا للصيد ومسابقات الرماية وتتوفر طلقاتها بأشكال عدة.

## آليات العمل
نصف آليأو ذاتي التلقيم حيث يقوم السلاح بطرد القذيفة الفارغة بعد الإطلاق وسحب أخرى حية من المخزن ويصبح جاهزًا للإطلاق من جديد.
تلقيم بمزلاقحيث يُحرك الطرف الأمامي من السلاح لطرد القذيفة الفارغة والتقاط واحدة جديدة.
تحريك الترباسوفيه يُحرك ترباس السلاح يدويًا عن طريق مقبض صغير، ولا يُصنع حاليًا بهذه الآلية إلا نوع مخصص لصائدي الأيل.
ملء مغلاقيحيث يعبأ السلاح من الخلف.
سبطانة مزدوجةحيث يحتوي السلاح على ماسورتين للإطلاق موضوعتان جنبًا إلى جنب أو فوق بعضهما.
سبطانة مفردةيحتوي السلاح على ماسورة واحدة للإطلاق.
طلقة مفردةأي لا يمكن للسلاح حمل أكثر من قذيفة واحدة ويجب تعبئته بعد كل طلقة.